# Cirsotrema pilsbryi
Cirsotrema pilsbryi är en snäckart som först beskrevs av McGinty 1940.  Cirsotrema pilsbryi ingår i släktet Cirsotrema och familjen vindeltrappsnäckor. Inga underarter finns listade i Catalogue of Life.